# Ceratina maai
Ceratina maai là một loài Hymenoptera trong họ Apidae. Loài này được Shiokawa & Hirashima mô tả khoa học năm 1982.